# Kyle McAlarney
Kyle James McAlarney (Staten Island, Nueva York, 7 de julio de 1987) es un exjugador de baloncesto estadounidense, profesional durantenueve temporadas. Con 1,83 metros de estatura, jugaba en la posición de base.

## Trayectoria deportiva

### Universidad
Jugó cuatro temporadas con los Fighting Irish de la Universidad de Notre Dame, en las que promedió 12,3 puntos, 2,2 rebotes y 3,4 asistencias por partido. En 2008 fue incluido en el mejor quinteto de la American Athletic Conference. Acabó en la cuarta posición histórica de triples anotados en una carrera de su universidad, con 298, el segundo mejor porcentaje, con un 43,4% de acierto, y batió el récord de más triples en una temporada, con 108 en su temporada júnior, superándose en su último año, con 124, siendo el único jugador en la historia de Notre Dame en repetir más de 100 triples convertidos en dos temporadas consecutivas.

### Profesional
Tras no ser elegido en el Draft de la NBA de 2009, fue invitado por Los Angeles Clippers para disputar las Ligas de Verano de la NBA, disputando cinco partidos en los que promedió 7,0 puntos y 1,8 asistencias. fichó poco después por el Ironi Nahariya israelí, pero fue cortado antes del comienzo de la competición, regresando a su país para incorporarse a los Fort Wayne Mad Ants de la NBA D-League. Jugó 23 partidos, en los que promedió 10,5 puntos y 3,0 asistencias. En febrero de 2010 fue traspasado a los Springfield Armor, donde acabó la temporada promediando 11,2 puntos y 5,3 asistencias por partido.
En 2010 fichó por el Ikaros Kallitheas BC de la A1 Ethniki griega, donde jugó una temporada en la que promedió 12,8 puntos y 2,0 asistencias por partido. Al año siguiente firmó con el CSP Limoges, entonces en la Pro B francesa, a los que ayudó a ascender a la Pro A con 12,9 puntos y 2,6 asistencias por partido. Jugó una temporada más en el equipo francés, ya en la máxima categoría, promediando 10,7 puntos y 1,6 asistencias por encuentro.
En mayo de 2013 fichó por una temporada por el Orléans Loiret Basket.